# Napoléon (comédie musicale)
 (novembre 2018).
Si vous disposez d'ouvrages ou d'articles de référence ou si vous connaissez des sites web de qualité traitant du thème abordé ici, merci de compléter l'article en donnant les références utiles à sa vérifiabilité et en les liant à la section « Notes et références ».
Pour les articles homonymes, voir Napoléon.
Napoléon est une comédie musicale, dont la première a été jouée le 20 septembre 1984 à Paris au Théâtre Marigny. Ce spectacle retrace la vie de l'empereur Napoléon Ier. Mis en scène par Jacques Rosny, sur un livret de Serge Lama et Jacques Rosny et composé par Yves Gilbert, le spectacle fait suite au double album de serge Lama J'assume tout Napoléon (1982) et Marie, la polonaise : Napoléon volume III paru en 1984.   

## Intrigue
L'histoire commence sous Louis-Philippe, Roi des Français de 1830 à 1848.
Sur une place de village, une troupe de comédiens attend une réponse du préfet de police. Leur directeur, Sergueï Lamatosov, a demandé l'autorisation d'interpréter une pièce sur la vie de Napoléon Bonaparte, Empereur des Français.
La réponse arrive : l'autorisation est accordée, sous conditions : la pièce devra être décente, et ne donner lieu à aucun scandale ou désordre public. Lamatosov décide que la première aura lieu le soir même, et les répétitions commencent.
Ainsi, stricto sensu, on assiste aux répétitions de la pièce à venir, pas à la pièce en elle-même...

## Chansons
| Acte I 1. Dans le signe du lion (1769) 2. Napoléone (1779) 3. La plus belle de Paris (1795) 4. La guerre, la guerre 5. Debout tous 6. Lettre à Joséphine 7. Méfiez-vous des servantes 8. L'Italie, c'est fini 9. Vingt batailles gagnées 10. Les Inc'oyables 11. Frappe, frappe, frappe 12. C'est un coup d’État (1799) 13. Cela m'ennuie tous ces cortèges (1800) 14. La Crainte et les Intérêts 15. Malmaison 16. Le pont d'Arcole | Acte II 1. Le petit pape (1804) 2. Je n'ai pas volé la couronne (1804) 3. Si j'avais un enfant d'elle 4. Napoléon a dit 5. Austerlitz ce n'est plus qu'un rêve (1805) 6. Moi je me porte bien 7. Soldats, je suis content 8. Répudiation de Joséphine (1810) 9. Petit bonhomme (1811) 10. À cinquante ans 11. La retraite de Russie (1812) 12. Y a-t-il quelqu'un qui m'aime 13. Les Charognards 14. La Montholon (1817) 15. Le Mémorial (1821) |

## Distribution
- Serge Lama : Napoléon
- Christine Delaroche : l'impératrice Joséphine
- Paul Buissonneau : Louis XVIII
- Emmanuelle Cormier :
- Marie-Andrée Corneille :
- Gilbert Dumas :
- François Godin :
- Roger Joubert :
- Jean Maheux :
- Daniel Meyer :
- Claude Prégent :
- Patrice Dozier :
- France Grenier :
- Michel Laperrière :
- Élisabeth Le Normand :
- Robert Marien :
- Bernard Meney :
- Jean-Marie Moncelet :
- Cédric Noël :
- Francis Reddy :
- Linda Roy
- Producteurs : Équipe Marouani (Europe) et Jacques Ouimette (Canada)
- Créations des costumes : Mario Franceschi
- Atelier : Cécile Velléda
- Couturière : Christyne Cardon
- Tailleur : Georges Lacroix
- Claviers : Alberto Visentin
- Basse : Victor Angelillo

## Commentaire
Le spectacle a été enregistré en 1988 à la salle Wilfrid-Pelletier, place des Arts à Montréal au Québec.